# Kute Makmur
Kute Makmur is een bestuurslaag in het regentschap Aceh Tenggara van de provincie Atjeh, Indonesië. Kute Makmur telt 483 inwoners (volkstelling 2010).